# Lispeszentadorján
Lispeszentadorján (kroatisch Lupša i Vudrijan) ist eine ungarische Gemeinde im Kreis Letenye im Komitat Zala.

## Geografische Lage
Lispeszentadorján liegt gut zehn Kilometer nördlich der Stadt Lenti, an dem kleinen Fluss Szentadorjáni-patak. Nachbargemeinden sind Maróc, Kiscsehi, Bázakerettye und Kányavár.

## Geschichte
Lispeszentadorján entstand 1937 durch die Zusammenführung der Orte Lispe, Szentadorján und Erdőhát.

## Sehenswürdigkeiten
- Friedhof, auf dem es Reste der Ruine eines Paulsklosters sowie eine barocke Szent-Antal-Statue gibt
- Gedenkstein zur ersten Erdölbohrung im Jahr 1937 (Kőolaj kutató fúrás emlékköve)
- Römisch-katholische Kirche Szent Adorján, erbaut 1936 (Neuromanik)
- Weinberge

### Flora und Fauna
Die Umgebung der Gemeinde ist reich an zum Teil seltenen Pflanzen und Tieren. So wachsen dort Frühlingsknotenblume, Hunds-Zahnlilie, Stängellose Schlüsselblume, Europäisches Alpenveilchen sowie das Kleine und das Dreizähnige Knabenkraut. In den Buchen- und Eichenwäldern finden sich viele Arten von Speisepilzen. An Tieren lassen sich Schwarzstorch, Kolkrabe, Bienenfresser, Rebhuhn und Marder beobachten.

## Verkehr
In Lispeszentadorján treffen die Landstraßen Nr. 7537 und Nr. 7541 aufeinander. Der nächstgelegene Bahnhof der MÁV befindet sich nördlich in Csömödér-Páka. Drei Kilometer südöstlich in Bázakerettye gibt es eine Waldbahn (Csömödéri Állami Erdei Vasút), die von Anfang Mai bis Ende September Personenverkehr nach Csömödér anbietet.